# البابا اليافع
البابا اليافع (بالإنجليزية: The Young Pope)‏ هو مسلسل درامي تلفزيوني من ابتكار وإخراج باولو سورينتينو ومن بطولة جود لو وديان كيتون.
عُرض المسلسل في 21 أكتوبر، 2016 في إيطاليا وألمانيا على قناة Sky Atlantic، وفي 24 أكتوبر، 2016 في فرنسا على قناة Canal+، وفي 27 أكتوبر، 2016 في المملكة المتحدة وأيرلندا، وفي 27 أكتوبر، 2016 في مُعظم دول أوروبا الشرقية على قناة HBO الأوروبية، ومن المقرر عرضه في 15 يناير، 2017 في الولايات المتحدة على قناة HBO. عرض المسلسل بالمترجمة العربية على إم بي سي 4 وأو أس أن وبالمترجمة الفارسية على إم بي سي الفارسية.
في 20 أكتوبر، 2016 أعلن أحد المنتجين في شركة Wildside بأن هناك موسم ثاني قيد التطوير.
في 10 يناير 2020 عُرض الموسم الثاني بعنوان البابا الجديد على قناة Sky Atlantic في إيطاليا.

## طاقم التمثيل والشخصيات
- جود لو بدور البابا بيوس الثالث عشر (ليني بيلاردو)، البابا المُنتخب حديثًا والذي يُعاني مع مسؤولياته الجديدة.
- ديان كيتون بدور الأُخت ماري، راهبة من أمريكا تعيش في الفاتيكان وهي من قامت بتربية ليني وساعدته على الوصول إلى البابوية.
- جيمس كرومويل بدور الكاردينال مايكل سبنسر، مُرشد ليني.
- سيلفيو أورلاندو بدور الكاردينال فوييلو، وزير الخارجية.
- سيباستيان روش بدور الكاردينال ميشيل ماغيفو.
- سكوت شيفارد بدور الكاردينال دوسولييه.
- سيسيل دي فرانس بدور صوفيا.
- خافيير كامارا بدور الكاردينال غوتييريز، رئيس التشريفات في الفاتيكان.
- لوديفين ساجنر بدور إيثر، زوجة أحد أفراد الحرس السويسري.
- توني بيرتوريلي بدور الكاردينال كالتانيسيتا.
- دانييل فيفيان بدور دومن، خادم البابا.
- أوليفيا ماكلين بدور، والدة البابا.

## قائمة الحلقات
| رقم الحلقة | العنوان          | إخراج           | كتابة           | تاريخ البث الأصلي | عدد المشاهدين (بالمليون) |
| ---------- | ---------------- | --------------- | --------------- | ----------------- | ------------------------ |
| 1          | «الحلقة الأولى»  | باولو سورينتينو | باولو سورينتينو | 21 أكتوبر، 2016   | TBD                      |
| 2          | «الحلقة الثانية» | باولو سورينتينو | باولو سورينتينو | 21 أكتوبر، 2016   | TBD                      |
| 3          | «الحلقة الثالثة» | باولو سورينتينو | باولو سورينتينو | 28 أكتوبر، 2016   | TBD                      |
| 4          | «الحلقة الرابعة» | باولو سورينتينو | باولو سورينتينو | 28 أكتوبر، 2016   | TBD                      |
| 5          | «الحلقة الخامسة» | باولو سورينتينو | باولو سورينتينو | 4 نوفمبر، 2016    | TBD                      |
| 6          | «الحلقة السادسة» | باولو سورينتينو | باولو سورينتينو | 4 نوفمبر، 2016    | TBD                      |
| 7          | «الحلقة السابعة» | باولو سورينتينو | باولو سورينتينو | 11 نوفمبر، 2016   | TBD                      |
| 8          | «الحلقة الثامنة» | باولو سورينتينو | باولو سورينتينو | 11 نوفمبر، 2016   | TBD                      |
| 9          | «الحلقة التاسعة» | باولو سورينتينو | باولو سورينتينو | 18 نوفمبر، 2016   | TBD                      |
| 10         | «الحلقة العاشرة» | باولو سورينتينو | باولو سورينتينو | 18 نوفمبر، 2016   | TBD                      |

## وصلات خارجية
- الموقع الرسمي
- البابا اليافع على موقع IMDb (الإنجليزية)
- البابا اليافع على موقع ميتاكريتيك (الإنجليزية)
- البابا اليافع على موقع روتن توميتوز (الإنجليزية)
- البابا اليافع على موقع فيلمافينيتي (الإسبانية)
- البابا اليافع على موقع ليتربوكسد (الإنجليزية)
- البابا اليافع على موقع كينوبويسك (الروسية)
- البابا اليافع على موقع ألو سيني (الفرنسية)
- البابا اليافع على موقع قاعدة بيانات الفيلم (الإنجليزية)